# El Houçaine Sabbahi
El Houçaine Sabbahi, né le 8 octobre 1997 à Tanger, est un coureur cycliste marocain.

## Biographie
En 2015, El Houçaine Sabbahi se classe deuxième du contre-la-montre par équipes, cinquième du contre-la-montre individuel et septième de la course en ligne aux championnats d'Afrique juniors (moins de 19 ans). Il représente également son pays lors du Tour de l'Abitibi, manche de la Coupe des Nations Juniors. L'année suivante, il prend la troisième place du championnat du Maroc sur route dans la catégorie espoirs (moins de 23 ans). Il participe ensuite au Tour de l'Avenir et aux Jeux de la Francophonie en 2017, avec la sélection nationale marocaine. 
En 2018, il s'impose sur le Tour du Sahel, non-inscrit au calendrier de l'UCI. Lors de la saison 2019, il termine notamment deuxième d'une étape du Tour du Cameroun et troisième du championnat du Maroc chez les élites. Il dispute par ailleurs les Jeux africains de Rabat, où il se classe douzième de la course en ligne. En 2020, il remporte de nouveau le Tour du Sahel en écrasant l'épreuve, avec cinq victoires d'étape. Engagé sur la Tropicale Amissa Bongo, il finit troisième d'une étape à Mouila, derrière ses compagnons d'échappée Clovis Kamzong et Joseph Areruya.  

## Palmarès sur route

### Par année
- 2015
  -  Médaillé d’argent du championnat d'Afrique du contre-la-montre par équipes juniors
- 2016
  - 3e du championnat du Maroc sur route espoirs
- 2018
  - Tour du Sahel
- 2019
  - 3e du championnat du Maroc sur route
- 2020
  - Tour du Sahel :
    - Classement général
    - 1re, 2e, 4e et 5e étapes
- 2021
  - 7e étape du Tour du Faso (contre-la-montre par équipes)
- 2022
  - 6e étape du Tour de Tanger-Tétouan-Al-Hoceima
  -  Médaillé de bronze au championnat arabe sur route
- 2023
  -  Médaillé d'or au championnat arabe du contre-la-montre par équipes
  - 2e étape du Tour du Sahel
  - 3e du Tour du Sahel
  - 3e du Grand Prix du Prince Héritier Moulay el Hassan
  - 3e du Grand Prix d'Ongola
- 2024
  -  Champion du Maroc sur route
  - 2e du Grand Prix Yıldızdağı
- 2025
  - 4e étape du Tour du Sahel
  - 2e et 3e (contre-la-montre par équipes) étapes du Tour du Bénin
  - 3e du Tour du Sahel

### Classements mondiaux
| Année                                 | 2016  | 2017 | 2018  | 2019 | 2020  | 2021 | 2022 | 2023 | 2024 |
| ------------------------------------- | ----- | ---- | ----- | ---- | ----- | ---- | ---- | ---- | ---- |
| Classement mondial                    | 2002e | nc   | 2163e | 646e | 2000e | nc   | 724e | 617e | 443e |
| UCI Africa Tour                       | 158e  | nc   | 155e  | 32e  | 89e   | nc   | 28e  | 29e  | 15e  |
|                                       |       |      |       |      |       |      |      |      |      |
| Légende : nc = non classéSource : UCI |       |      |       |      |       |      |      |      |      |

## Palmarès sur piste

### Championnats d'Afrique
- Le Caire 2021
  -  Médaillé de bronze de la poursuite par équipes (avec Mohcine El Kouraji, Achraf Ed-Doghmy et Lahcen El Mejdoubi)